# Лян Ян
Лян Ян — китайский и британский цирковой артист, каскадёр и киноактёр. В фильме «Звёздные войны: Пробуждение силы» исполнил роль «того самого штурмовика» Первого ордена TR-8R «Nines» FN-2199 и участвовал в постановке боевых сцен.

## Биография
Лян Ян родился 26 марта 1980 года в Китае. С 8 лет обучался боевому искусству ушу, с 16 лет обучался акробатике и начал выступать в Акробатической труппе провинции Хэйлунцзян (в 1998 году труппа заняла второе место на Всекитайском цирковом соревновании). В 1990-е годы переехал в Великобританию и основал в Ланкашире компанию Eastern Arts Limited, занимавшуюся донесением китайской и дальневосточной культур до британцев. В 2013 году основал и возглавил компанию Liang Stunts Limited.
Первой ролью Яна стала роль мастера боевых искусств в фильме Underground (2007). Среди актёрских работ Яна можно назвать роли в кинофильмах «Золотой компас» (2007), «007: Координаты „Скайфолл“» (2012), Миссия невыполнима:Последствия (2018) Wrath of God (2015), а также мини-сериале «Библия» (2013). Он выступал каскадёром и постановщиком трюков в более чем 19 фильмах, в том числе Phoo Action (2008), «Пираты Карибского моря: На странных берегах» (2011), «Люди Икс: Первый класс» (2011), «Белоснежка и охотник» (2012), «Boйна миров Z» (2012), «47 ронинов» (2013), «Грань будущего» (2014), «Игра престолов» (2014), «Дракула» (2014), «Исход: Цари и боги» (2014), «Kingsman: Секретная служба» (2014), «Марсианин» (2015).
В 2010 получил премию за лучшую каскадёрскую игру в фильме Underground на фестивале Accolade Film Festival, в 2013 и 2015 годах получал премию The Screen Actors Guild Award for Outstanding Performance by a Stunt Ensemble in a Motion Picture за роль телохранителя в «Координатах „Скайфолл“» и дубляж Педро Паскаля в роли принца Оберина Мартелла, соответственно (все премии совместно с другими каскадёрами).
В фильме «Пробуждение Силы» Лян Ян исполнил роль штурмовика Первого ордена FN-2199, вступившего в бой с бывшим штурмовиком Финном (которого сыграл Джон Бойега) на планете Такодана. Энергичные действия этого штурмовика и успешное использование дубинки против светового меча сделали его одним из самых запоминающихся для зрителей персонажей фильма.
Если кто-то и должен был быть джедаем, так это Лян. Он ненормальный. (Дейзи Ридли)
В настоящее время проживает в Лондоне.